# Royal Mews

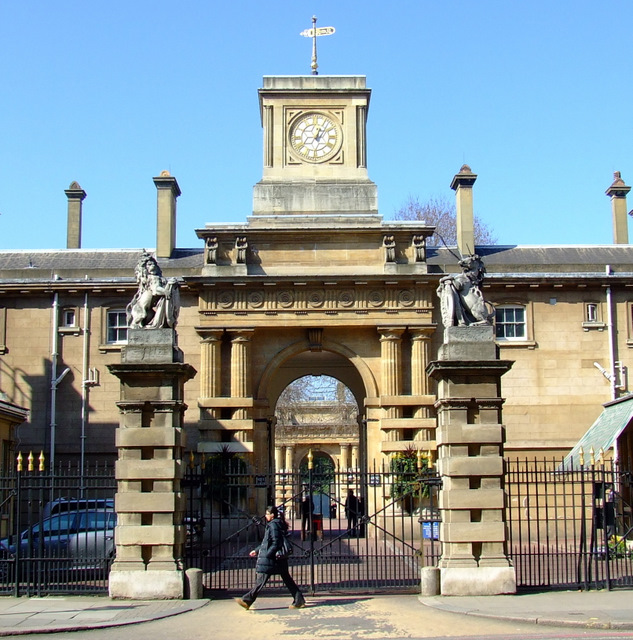
Infarten till Royal Mews i Buckingham Palace (2011).

Royal Mews är det brittiska kungahusets hovstall, som är beläget i Buckingham Palace. Uppgifterna för The Royal Mews Department, som är en del av Royal Household, är att svara för transporter för det brittiska kungahuset, oftast med bil och vid ceremoniella tillfällen med häst och vagn.

## Historik

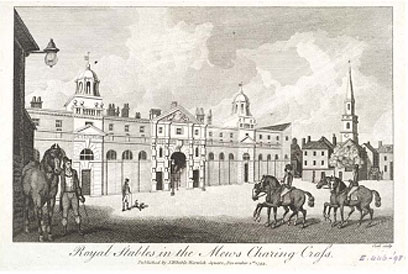
Royal Mews vid Charing Cross 1793.

Namnet mews betyder stall eller förvaring och begreppet Royal Mews började användas under 1300-talet då det första stallet vid Charing Cross stod klart 1377. Vid denna tid hölls inte hästar här, utan istället de hökar som användes som bland annat budbärare åt kungen. Byggnaden förstördes dock i en brand år 1534 och återuppbyggdes som stall. Namnet behölls dock trots att verksamheten nu var hästhållning. Byggnaden kallades först för Kings Mews men kallades ibland även Royal Mews, Royal Stables eller Queens Mews då en drottning regerade landet. 
År 1732 byggdes stallet om ytterligare efter en ritning gjord av en mycket välkänd arkitekt vid namn William Kent som även jobbat med ändringar i Westminster Abbey. Stallet blev imponerande i klassisk gotisk stil. I början av 1800-talet öppnades stallen för allmänheten. 
Buckingham Palace ändrades till det huvudsakliga residenshuset för kungligheter under 1820-talet av den dåtida kungen Georg IV och då flyttades även stallet och all verksamhet dit. Det gamla stallet förstördes för att ge plats åt Trafalgar Square. Det nya stallet ritades av arkitekten John Nash och stod färdigt år 1825. 
Idag är stallet hem för de kungliga vagnshästarna, de vagnar som används av kungafamiljen och även bilar och andra fordon. Stallet är öppet för allmänheten alla dagar från 1 februari till 30 november.
Tidigare lydde Royal Mews under överhovstallmästaren (Master of the Horse), som är den i rang tredje högsta hovdignitären. Överhovstallmästaren tillhör den sittande ministären (före 1782 även kabinettet, är en pär och riksråd (privy councillor). Idag är överhovstallmästarämbetet huvudsakligen av ceremoniell natur och syns sällan utom vid statsceremonier och framförallt då monarken uppträder till häst. Överhovstallmästarens närmaste man, underhovstallmästaren (Gentleman of the Horse) var hans ställföreträdare. Idag har detta ämbete utvecklats till den verkligt ansvarige chefen, hovstallmästaren (Crown Equerry).

## Organisation
Under hovstallmästaren (Crown Equerry) lyder hovstallchefen (Superintendent of the Royal Mews). Under denne lyder veterinär; hästtransportförare; fodermarskar (Stud Grooms); ekonomihovmästare (Comptroller) med underlydande personal; hovsekreterare (Chief Clerk) med underlydande personal; garagemästare (Head Chauffeur) med underlydande personal; vagnmästare (Head Coachman) med underlydande personal, bland annat hovslagare (Sergeant Farrier), jockey (Rough Rider), förste stallbetjänt (Senior Liveried Helper) och stallbetjänt (Liveried Helper).
```
                                     Crown Equerry
                                          |
                                   Superintendent of
                                    the Royal Mews
                                          |
 ----------------------------------------------------------------------------------------                    
 |       |               |                |               |              |              |
 |   Veterinary Horsebox Driver Stud Groom of Stud Groom of Comptroller Chief Clerk
 |    Surgeon of 
Windsor
   
Hampton Court
      Windsor of Stores         |
 |                                                                       |            Deputy
 |                             ---------------------------------------------        Chief Clerk
 |                             |          |              |                 |            |
 |                         Storeman Carriage Daily Ladies Daily Ladies Assistant
 |                                    Restorers of 
London
     of Windsor Chief Clerk
 |
 |-----------------------------------------------------------------
                 |                                                |
           Head Chauffeur Head Coachman
                 |                                                |
        Deputy Head Chauffeur Deputy Head Coachman
                 |                                                |
          First Chauffeurs        -------------------------------------------------------
                 |                |          |             |                |           |
         Second Chauffeurs Sergeant Rough Senior Carriage Yardmen
                               Farrier Rider Liveried Helpers Cleaners                                                                 
                                                           |
                                                    Liveried Helpers
```